# Maltoza
Maltoza (njem. Maltose, prema engl. Malt: slad) (C12H22O11, maltodekstroza, maltodekstrin, sladni šećer), je ugljikohidrat, disaharid sastavljen od dviju molekula glukoze, 4-O-α-D-glukopiranozil-D-glukopiranoza. Sastojak je isklijaloga zrna ječma (slada).

## Dobivanje
Nastaje hidrolizom škroba s pomoću enzima α-amilaze (dijastaze) prisutnog u sladu. Također se može dobiti i pomoću β-amilaze.

Potom se djelovanjem kvašćeva enzima, maltaze, hidrolizira u glukozu, iz koje alkoholnim vrenjem nastaje etanol (alkohol).

## Upotreba
Važan je i lako probavljiv dijetni proizvod. U epitelnim stanicama crijeva on se s pomoću enzima maltaze hidrolizira u glukozu, koja ulazi u krvni optok i prenosi se u tjelesna tkiva.